# Cuahtemoca chalcocraspedon
Cuahtemoca chalcocraspedon là một loài bướm đêm trong họ Noctuidae.